# Grand Nancy metropolisz

Elhelyezkedése Meurthe-et-Moselle megyében

Grand Nancy metropolisz (franciául: Métropole du Grand Nancy) a franciaországi metropoliszok egyike, a francia községközi társulási rendszer (intercommunalité) része.
Franciaország északkeleti részén, Grand Est régió Meurthe-et-Moselle megyéjében helyezkedik el. Nancyt és a város vonzáskörzetének további 19 községét foglalja magába. 
2016. július 1-jén jött létre az addigi „Grand Nancy városközösség” (Communauté urbaine du Grand Nancy) átalakításával, mely utóbbi 1996-ban alakult meg.
Népessége 257 412 fő volt 2021-ben, ebből 104 260 fő Nancyban élt. Területe 142,3 km2. Igazgatási központja Nancyban van.

## Községek
A metropoliszt az alábbi 20 község alkotja:
1. Art-sur-Meurthe
2. Dommartemont
3. Essey-lès-Nancy
4. Fléville-devant-Nancy
5. Heillecourt
6. Houdemont
7. Jarville-la-Malgrange
8. Laneuveville-devant-Nancy
9. Laxou
10. Ludres
11. Malzéville
12. Maxéville
13. Nancy
14. Pulnoy
15. Saint-Max
16. Saulxures-lès-Nancy
17. Seichamps
18. Tomblaine
19. Vandœuvre-lès-Nancy
20. Villers-lès-Nancy